# Daniel Grigore
Daniel Grigore (n. 22 iulie 1969, Brașov) este un scrimer român specializat pe sabie, laureat cu bronz pe echipe la Campionatul Mondial de Scrimă din 1994.
Crescut la CS Tractorul Brașov de Marin Mustață, a participat la Jocurile Olimpice din 1992 de la Barcelona, clasându-se pe locul 16 la proba individual și pe locul 4 pe echipe. A ajuns în sferturile de finală la Campionatul Mondial din 2003 de la Essen. Cu Vilmoș Szabo, Alin Lupeică și Dan Găureanu, a fost laureat cu bronz pe echipe la Campionatul Mondial din 1994 de la Atena.
După ce s-a retras, a devenit antrenor de scrimă la Brașov, unde l-a pregătit pe viitorul campion olimpic Mihai Covaliu. Acum lucrează la clubul Laguna Fencing în California.